# Džavaharlal Nehru
Džavaharlal Nehru (Jawaharlal Nehru, जवाहरलाल नहरू), z nadimkoma Učenjak ali Učitelj, indijski politik, * 14. november 1889, † 27. maj 1964. 
Džavaharlal Nehru je bil indijski antikolonialni nacionalist, sekularni humanist, socialni demokrat in avtor, ki je bil sredi 20. stoletja osrednja osebnost v Indiji. Nehru je bil glavni voditelj indijskega nacionalističnega gibanja v tridesetih in štiridesetih letih dvajsetega stoletja. Po osamosvojitvi Indije leta 1947 je bil 16 let prvi predsednik vlade te države. Nehru je v petdesetih letih 20. stoletja spodbujal parlamentarno demokracijo, sekularizem ter znanost in tehnologijo, kar je močno vplivalo na Indijo kot sodobno državo. V mednarodnih zadevah je Indijo usmeril stran od dveh blokov hladne vojne. Njegove knjige, ki jih je napisal v zaporu, kot so Pisma očeta hčerki (1929), Avtobiografija (1936) in Odkritje Indije (1946), so brane po vsem svetu. Pred njegovim imenom se običajno uporablja častni naziv Učitelj. 
Bil je sin Motilala Nehruja, uglednega pravnika in indijskega nacionalista. Izobraževal se je v Angliji – na šoli Harrow in kolidžu Trinity v Cambridgeu ter se izučil v pravu v Inner Templeju. Postal je odvetnik, se vrnil v Indijo, se zaposlil na višjem sodišču v Allahabadu in se postopoma začel zanimati za nacionalno politiko, ki je sčasoma postala njegova glavna prioriteta. Pridružil se je Indijskemu nacionalnemu kongresu (krajše Kongres), v dvajsetih letih 20. stoletja postal vodja progresivne frakcije in nazadnje stranke. Pri tem je prejel podporo Mahatme Gandhija, ki naj bi Nehruja imenoval za svojega političnega naslednika. Kot predsednik kongresa je Nehru leta 1929 pozval k popolni neodvisnosti od britanskega imperija.
Nehru in Kongres sta v tridesetih letih dvajsetega stoletja prevladovala v indijski politiki. Nehru je promoviral zamisel o sekularni nacionalni državi na volitvah v indijskih provincah leta 1937, kar je Kongresu omogočilo, da močno zmaga na volitvah in oblikuje vlade v več provincah. Septembra 1939 so strankini ministri odstopili v znak protesta proti odločitvi podkralja lorda Linlithgowa, da se pridruži vojni brez posvetovanja z njimi. Po objavi resolucije o izstopu Indije iz britanskega imperija Quit India Resolution, ki jo je odbor Kongresa objavil 8. avgusta 1942, so pomembnejše voditelje Kongresa zaprli in je bila organizacija nekaj časa zatrta. Nehru, ki je nerad poslušal Gandhijev poziv k takojšnji neodvisnosti in je namesto tega želel podpreti zavezniško vojno med drugo svetovno vojno, je prišel iz dolgotrajnega zapora v precej spremenjeno politično pokrajino. Muslimanska liga pod Muhammadom Alijem Jinnahom je v vmesnem času prevzela prevlado med islamsko politiko. Na pokrajinskih volitvah leta 1946 je Kongres sicer zmagal na volitvah, vendar je Liga osvojila vse sedeže, rezervirane za muslimane, kar so si Britanci razlagali kot jasen signal za mandat za Pakistan v neki obliki. Nehru je septembra 1946 postal začasni premier Indije, Liga pa se je njegovi vladi z nekaj oklevanja pridružila oktobra 1946.
Ob osamosvojitvi Indije 15. avgusta 1947 je imel Nehru med kritiki hvaljen govor "Poskus z usodo"; prisegel je kot predsednik vlade Dominiona Indije (posebne entitete znotraj Skupnosti narodov) in dvignil indijsko zastavo na Rdeči trdnjavi v Delhiju. 26. januarja 1950, ko je Indija postala republika znotraj Skupnosti narodov, je Nehru postal prvi predsednik vlade Republike Indije. Lotil se je ambicioznega programa gospodarskih, socialnih in političnih reform. Nehru je spodbujal pluralistično večstrankarsko demokracijo. V zunanjih zadevah je imel vodilno vlogo pri ustanovitvi Gibanja neuvrščenih, skupine držav, ki ni iskala članstva v katerem od dveh glavnih ideoloških blokov hladne vojne.
Pod Nehrujevim vodstvom se je Kongres pojavil kot skupna stranka, ki je prevladovala v nacionalni in državni politiki ter zmagala na volitvah v letih 1951, 1957 in 1962. Njegov premierski mandat je trajal 16 let in 286 dni, kar je do danes najdlje v Indiji. Končal z njegovo smrtjo leta 1964 zaradi srčnega infarkta. Slavijo ga kot »arhitekta sodobne Indije«, njegov rojstni dan pa v Indiji praznujejo kot dan otrok.

## Zgodnje življenje in kariera (1889–1912)

### Rojstvo in družinsko ozadje
Džavaharlal Nehru se je rodil 14. novembra 1889 v Allahabadu v Britanski Indiji. Njegov oče, Motilal Nehru (1861–1931), je bil bogat odvetnik, ki je sam ustvaril svoje premoženje in je pripadal skupnosti kašmirskih panditov. Dvakrat je bil predsednik Indijskega nacionalnega kongresa, leta 1919 in 1928. Mati, Swarup Rani Suchsu (1868–1938), ki je izhajala iz dobro znane kašmirske brahminske družine, naseljene v Lahoreju,  je bila Motilalova druga žena, saj je prva umrla pri porodu. Džavaharlal je bil najstarejši od treh otrok. Starejša od njegovih dveh sester, Vijaya Lakshmi, je kasneje postala prva predsednica Generalne skupščine Združenih narodov. Njegova najmlajša sestra, Krishna Hutheesing, je postala znana pisateljica in avtorica več knjig o svojem bratu.

### Otroštvo
Nehru je opisal svoje otroštvo kot "zavetno in brez dogodkov". Odraščal je v privilegiranem položaju v bogatih domovih, vključno z razkošnim posestvom, imenovanim Anand Bhavan. Njegov oče se je odločil, da ga bodo doma izobraževali zasebne guvernante in učitelji. Pod vplivom učenja irskega teozofa Ferdinanda T. Brooksa se je Nehru začel zanimati za znanost in teozofijo. Družinska prijateljica Annie Besant ga je nato pri trinajstih letih sprejela v Teozofsko društvo. Vendar pa se njegovo zanimanje za teozofijo ni izkazalo za trajno in je zapustil družbo kmalu po tem, ko je Brooks odšel kot njegov učitelj. Zapisal je: "Brooks je bil skoraj tri leta z menoj in v mnogih pogledih je močno vplival name."

## Poznejše življenje
Pozneje se je izobraževal na kakovostnih indijskih šolah in v Angliji. 
Nehru je bil med najbolj pomembnimi političnimi voditelji gibanja za indijsko neodvisnost. Kot vodja Indijskega nacionalnega kongresa je po razglasitvi neodvisnosti Indije 15. avgusta 1947 prevzel mesto predsednika nove indijske vlade. Naloge predsednika vlade je opravljal do smrti, 25. maja 1964. Za časa političnega življenja ga je britanska kolonialna oblast večkrat zaprla.
Skupaj z jugoslovanskim predsednikom Josipom Brozom Titom in egipčanskim predsednikom Gamalom Abdelom Naserjem je bil podpisnik Brionske deklaracije, ki je označila začetek Gibanja neuvrščenih.
Ko je bil star 26 let, je oženil Kamalo Nehru, ki je imela tedaj 17 let. Poroko so določili njegovi starši. Kamala je po hudi bolezni umrla leta 1936 v Švici.
Nehru je avtor knjige Odkritje Indije, ki je bila prevedena tudi v slovenski jezik. Leta 1956 jo je izdala založba DZS.